# Rick Berman
Richard Keith „Rick“ Berman (* 25. Dezember 1945 in New York City) ist ein US-amerikanischer Fernsehproduzent und Drehbuchautor. Bekannt wurde er vor allem als Produzent zahlreicher Star-Trek-Serien und -Filme.

## Leben
Berman wuchs in New York City auf und schloss 1967 die Universität von Wisconsin ab. Danach sammelte er erste Erfahrungen als Produzent und Regisseur von Independent-Produktionen. Ab 1977 war er gemeinsam mit Robert Wiemer Produzent der Kinderserie The Big Blue Marble für die er mit einem Emmy für die beste Kindersendung ausgezeichnet wurde.
Berman war ab 1984 Programmdirektor, ab 1986 Vizepräsident bei Paramount Network Television. 1987 wurde er Co-Produzent der Fernsehserie Raumschiff Enterprise – Das nächste Jahrhundert an der Seite von Gene Roddenberry. Nach dem Tod  Roddenberrys übernahm er 1991 dessen Nachfolge als ausführender Produzent und Showrunner der Serie und somit die kreative Kontrolle über das Star-Trek-Franchise. Neben und nach Das nächste Jahrhundert produzierte er auch die Serien Star Trek: Deep Space Nine, Star Trek: Raumschiff Voyager und Star Trek: Enterprise sowie die auf Das nächste Jahrhundert basierenden Kinofilme. 2006 wurde Berman seitens Paramount von dieser Aufgabe entbunden, da man ihn für die sinkenden Zuschauerzahlen von Star Trek: Enterprise verantwortlich machte. Danach trat er nicht mehr als Produzent und Drehbuchautor in Erscheinung.
Er ist seit 1980 verheiratet.

## Trivia
In Raumschiff Enterprise: Das nächste Jahrhundert trägt sowohl ein Shuttle der USS Enterprise (NCC-1701-D), als auch ein Admiral der Sternenflotte seinen Namen.

## Filmografie (Auswahl)
als Produzent
- 1977–1982: Big Blue Marble
- 1987–1994: Raumschiff Enterprise – Das nächste Jahrhundert
- 1993–1999: Star Trek: Deep Space Nine
- 1994: Star Trek: Treffen der Generationen
- 1995–2001: Star Trek: Raumschiff Voyager
- 1996: Star Trek: Der erste Kontakt
- 1999: Star Trek: Der Aufstand
- 2001–2005: Star Trek: Enterprise
- 2002: Star Trek: Nemesis

## Auszeichnungen
- Emmy (16 Auszeichnungen und 55 Nominierungen)